# Abamectine
Abamectine (ISO-naam) is een veelgebruikt insecticide, acaricide en anthelminthicum.

## Samenstelling
Abamectine is een mengsel (CAS-nummer: 71751-41-2) met ten minste 80% avermectine B1a en ten hoogste 20% avermectine B1b. Het is een fermentatieproduct van de bodembacterie Streptomyces avermitilis.
Avermectines zijn macrocyclische lactonen. Avermectine B1a en B1b zijn zowel qua chemische structuur als qua biologische activiteit, zeer gelijkaardig.

## Toepassingen
Abamectine wordt ingezet tegen insecten en mijten op onder meer sla, tomaten, citrusvruchten en ander fruit, groenten en siergewassen. Het bestrijdt onder meer tripsen, mineervliegen en spintmijten. Het wordt daarnaast in toenemende mate gebruikt voor de teling van hennep.
Abamectine wordt door verschillende firma's gecommercialiseerd. Merknamen zijn onder meer Acaramik, Agrimec, Inter abamectine, Vertimec en Zamir.
Abamectine wordt ook in de diergeneeskunde gebruikt als ontwormmiddel. Het is tevens een werkzaam middel in lokmiddelen voor mieren (bijvoorbeeld in lokdoosjes).

## Regelgeving
Abamectine is opgenomen in de lijst van gewasbeschermingsmiddelen die de lidstaten van de Europese Unie kunnen toelaten.